# Xenimpia erosa
Xenimpia erosa là một loài bướm đêm trong họ Geometridae.